# تشيس ويليامسون
تشيس ويليامسون (بالإنجليزية: Chase Williamson)‏ هو منتج أفلام وممثل أمريكي، ولد في 7 يوليو 1988 في الولايات المتحدة.

## وصلات خارجية
- تشيس ويليامسون على موقع IMDb (الإنجليزية)
- تشيس ويليامسون على موقع روتن توميتوز (الإنجليزية)
- تشيس ويليامسون على موقع ألو سيني (الفرنسية)
- تشيس ويليامسون على موقع أول موفي (الإنجليزية)
- تشيس ويليامسون على موقع قاعدة بيانات الفيلم (الإنجليزية)
- تشيس ويليامسون على موقع كينوبويسك (الروسية)